# Jüdischer Friedhof (Braunschweig)

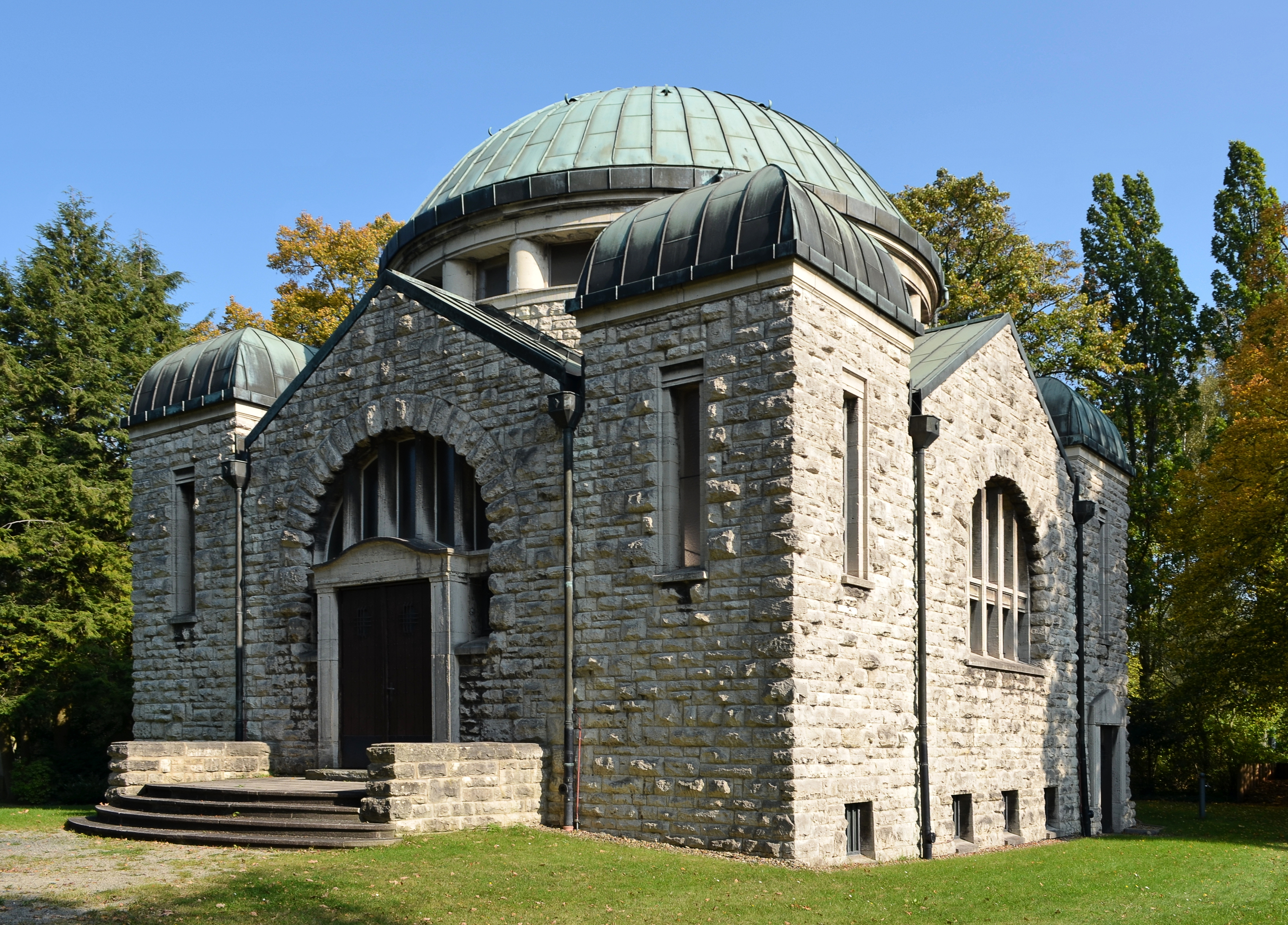
Trauerhalle von Georg Lübke

Der Jüdische Friedhof in Braunschweig befindet sich an der Helmstedter Straße. Der Friedhof wurde 1895 angelegt und grenzt an den evangelischen Hauptfriedhof und den Stadtfriedhof. Auf ihm befindet sich die jüdische Trauerhalle. Er ersetzte den historischen Jüdischen Friedhof an der Hamburger Straße. Auf der Anlage mit einer Fläche von 5.334 m² befinden sich etwa 250 Grabsteine. Der Friedhof gehört zur Jüdischen Gemeinde Braunschweig, die ihr Gemeindehaus und ihre Synagoge in der Steinstraße hat.

## Geschichte
Nachdem auf dem jüdischen Friedhof an der Hamburger Straße die verbleibenden Flächen immer geringer wurden und die alten Grabstellen nach jüdischem Religionsgesetz unangetastet bleiben müssen, legte die Jüdische Gemeinde Braunschweigs 1895 an der Helmstedter Straße hinter der Moritzburg einen neuen Friedhof an, der damals noch als Israelitischer Friedhof bezeichnet wurde. Er entstand direkt an der Erweiterung des evangelischen Zentralfriedhofs (dem heutigen Hauptfriedhof) von 1887. Damit kamen sie dem Wunsch des Stadtmagistrats von Braunschweig nach, der zuvor schon an die jüdische und katholische Gemeinde mit dem Vorschlag herantrat, ihre Begräbnisplätze benachbart zum Zentralfriedhof anzulegen. Die direkte Nähe dieser Friedhöfe verschiedener Konfessionen spiegelt auch den liberalen Geist wider, der zum Ende des 19. Jahrhunderts in Braunschweig und der dortigen Jüdischen Gemeinde herrschte. Der bisherige Friedhof an der Hamburger Straße hatte etwa 900 Grabstellen und wurde 1910 geschlossen. Das neue Grundstück hatte eine Größe von 10.124 m². Die Verwaltung des Friedhofs wurde anfangs vom Hauptfriedhof übernommen, später übernahm diese Aufgabe die Jüdische Gemeinde selbst.

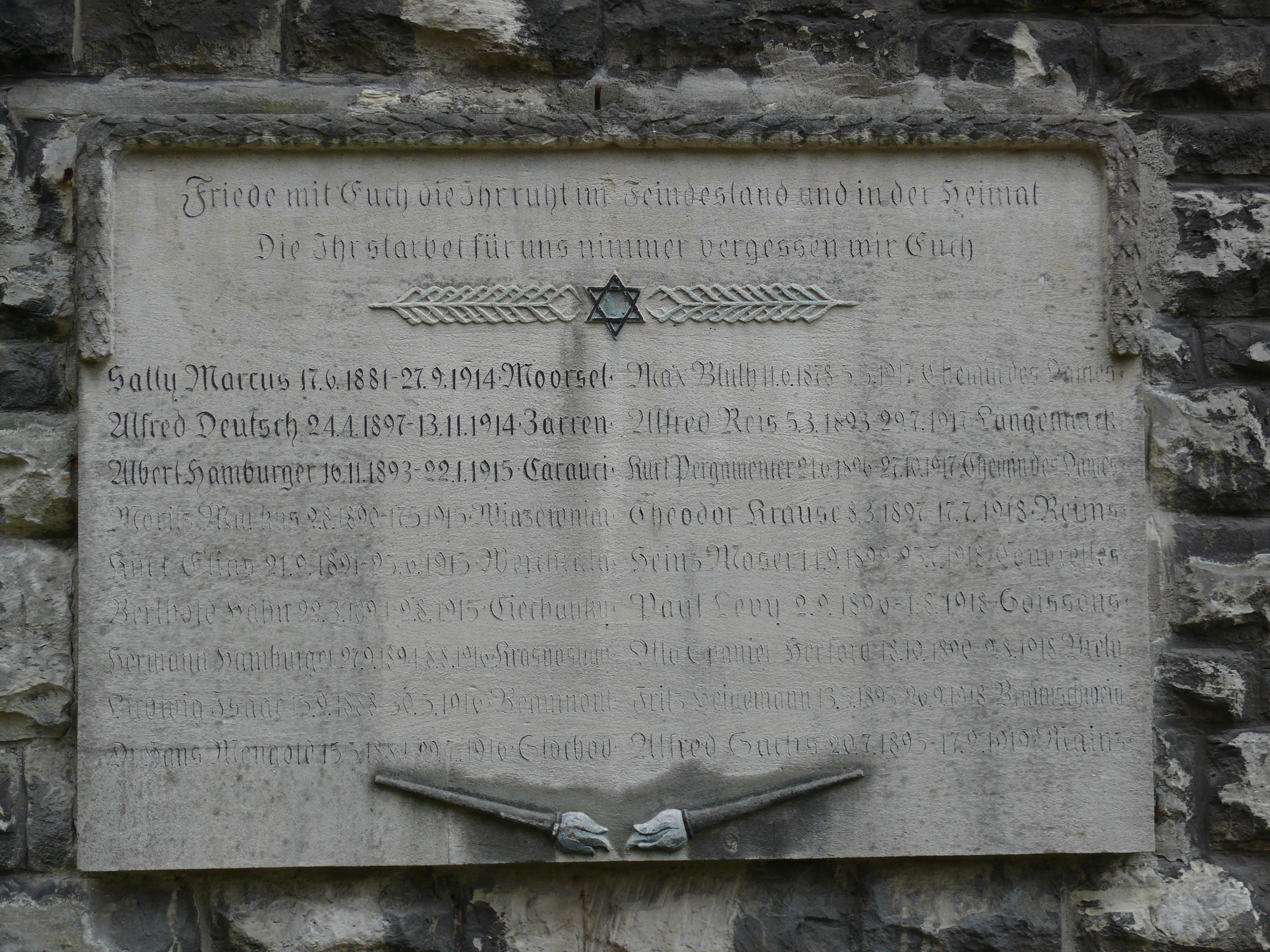
Gedenktafel für die im Ersten Weltkrieg gefallenen Braunschweigischen Soldaten jüdischen Glaubens.

Von 1908 bis 1909 wurde der Jüdische Friedhof erweitert und 1909 durch den Architekten Georg Lübke (1859–1924) gärtnerisch gestaltet. Hinzu kam eine Fläche von 4.473 m². Von 1910 bis 1914 wurde die von Georg Lübke entworfene Friedhofskapelle errichtet. Diese Kapelle in Form eines Zentralkuppelbaus mit Trauerhalle und Naturwerksteinfassade wurde mit Unterstützung des jüdischen Industriellen Max Jüdel errichtet. 1938 wurde die Inneneinrichtung der Friedhofskapelle durch Hitlerjungen zerstört. Als 1939 wegen einer Verbreiterung der Hamburger Straße 90 Grabstätten des dortigen Friedhofs weichen mussten, wurden diese mit ihren Grabsteinen zum Jüdischen Friedhof in der Helmstedter Straße umgebettet.
Ein Erlass des Reichsministeriums des Innern von 1941 erlaubte den Städten den Ankauf ungenutzter Flächen jüdischer Eigentümer. Daraufhin kaufte die Stadt Braunschweig die bis dahin ungenutzten Flächen des jüdischen Friedhofs mit Vertrag vom 7. März 1941 (9.263 m²). Die Gemeinde verlor damit den östlichen Teil des Friedhofs. Auf diesem enteigneten Teil entstand kurz darauf ein Gräberfeld, auf dem Kriegsopfer, Zwangsarbeiter und gefallene Soldaten begraben wurden. Dieses Gräberfeld wird heute als „Ehrenfriedhof 1939–1945 Teil II“ bezeichnet und ist Teil des Stadtfriedhofs. Auf einer Fläche östlich der jüdischen Kapelle befindet sich ein Gräberfeld, auf dem von 1944 bis 1945 die Asche von getöteten Juden verstreut wurde, die Zwangsarbeit im KZ-Außenlager Schillstraße, in der Jutespinnerei und im KZ-Außenlager SS-Reitschule leisten mussten. Dort befindet sich heute eine Gedenkstätte mit Gedenkstein.
Am 6. Oktober 1953 wurde zwischen der Stadt Braunschweig und der jüdischen Treuhänderstelle Jewish Trust Corporation (JTC) ein Vergleichsvertrag unterzeichnet. Demzufolge galt die Eigentumsveräußerung der Jüdischen Gemeinde Braunschweig als nicht erfolgt. Die Jewish Trust Corporation erhielt zwar die Flächen, verkaufte diese nun belegten Flächen aber an die Stadt. Bei der Jüdischen Gemeinde verblieb eine Fläche von 5.334 m², die ihr am 12. August 1959 übergeben wurde. Von 1954 bis 1955 sowie von 1978 bis 1979 wurde der Friedhof saniert. Am 16. November 1958 wurde der Gedenkstein für die Opfer der jüdischen Gemeinde unter der nationalsozialistischen Herrschaft nördlich der Kapelle eingeweiht.
Am 11. Juni 1981 wurde die jüdische Friedhofskapelle nach umfangreichen Restaurierungsarbeiten wieder eingeweiht. Die Kosten der Restaurierung trug die Stadt Braunschweig. 2008 und 2009 wurde das Bauwerk mithilfe der Richard-Borek-Stiftung saniert.

## Bekannte Bestattete und Grabmale
- Max Aronheim (1849–1905), Jurist und Unternehmer
- Philipp Erlanger (1870–1934), Maler und Bildhauer
- Adolf Frank (1863–1924), Kaufmann
- Victor Heymann (1842–1926), Jurist
- John Landauer (1848–1924), Chemiker und Unternehmer sowie dessen Ehefrau und ein Sohn
- Ephraim Moses Lilien (1874–1925), Grafiker
- Nathan Littauer (1862–1908), Kaufmann und Mitbegründer des Modegeschäfts Hamburger & Littauer
- Norbert Regensburger (1886–1933), Rechtsanwalt und Politiker, Mitglied des Braunschweigischen Landtages und Vorsteher der Jüdischen Gemeinde Braunschweig
- Leon Richter (1907–1981), Vorbeter, Geschäftsführer und Ehrenvorsitzender
- Gutmann Rülf (1851–1915), Rabbiner

Ferner finden sich auch Denkmale und Gedenktafeln auf dem Friedhof:
- Gedenkstein für die Opfer der jüdischen Gemeinde unter der nationalsozialistischen Herrschaft (Holocaustmahnmal): Das Denkmal für die ermordeten Juden wurde am 16. November 1958 in Anwesenheit des Landesrabbiners von Württemberg Dr. Block enthüllt und durch die Stadt Braunschweig finanziert. Die Inschrift auf dem Findlingsblock lautet: „Mein Blut erstarrt ob der Erschlagenen meines Volkes. Dem Andenken unserer Brüder und Schwestern geweiht, die der nationalsozialistischen Gewaltherrschaft zum Opfer fielen.“
- Gedenktafel der gefallenen Juden 1914–1918: Sie wurde durch Philipp Erlanger (1870–1934) aus Elmkalkstein für die im Ersten Weltkrieg gefallenen Braunschweiger Juden geschaffen und befindet sich an der Wand der Kapelle.

Außerhalb auf dem Stadtfriedhof neben der Kapelle befindet sich eine Gedenkstätte für jüdische Zwangsarbeiter mit Gedenkplatte. Die Inschrift auf der Tafel lautet: „Weil sie Juden waren, wurden sie aus ihrer Heimat verschleppt, um für ein unmenschliches System zu arbeiten und zu sterben (1944-1945).“

### Grabsteine

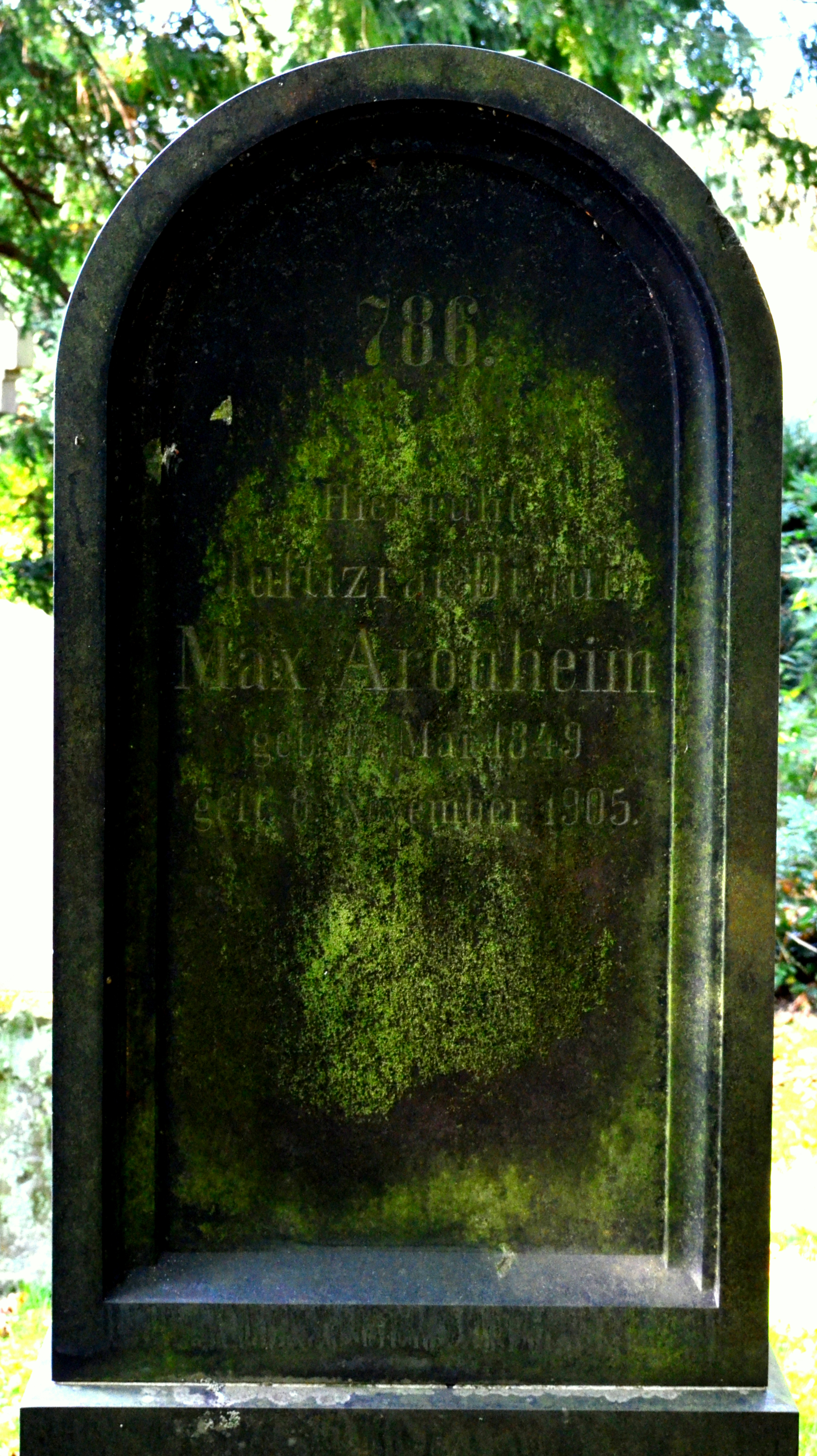
Max Aronheim
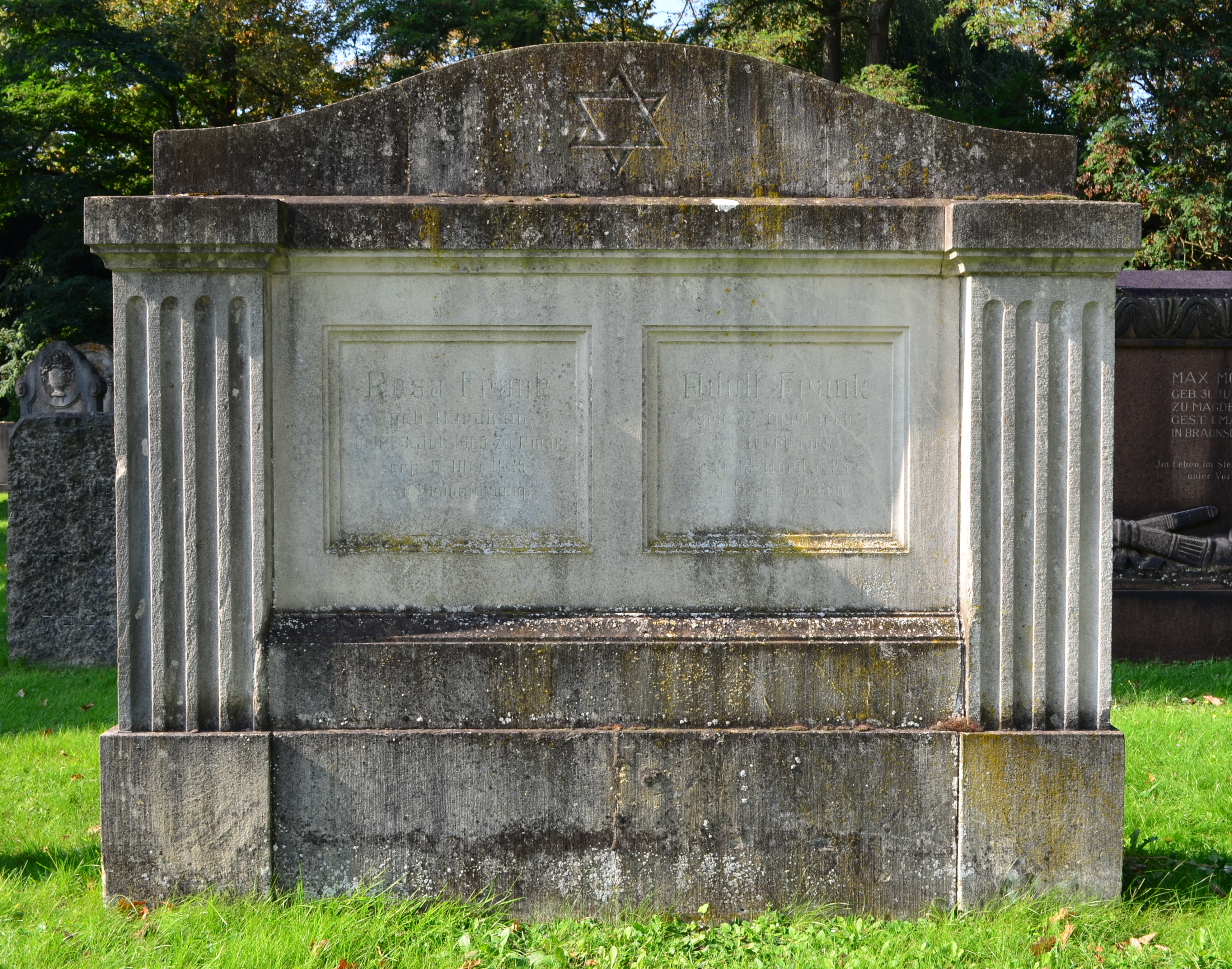
Adolf Frank und Frau
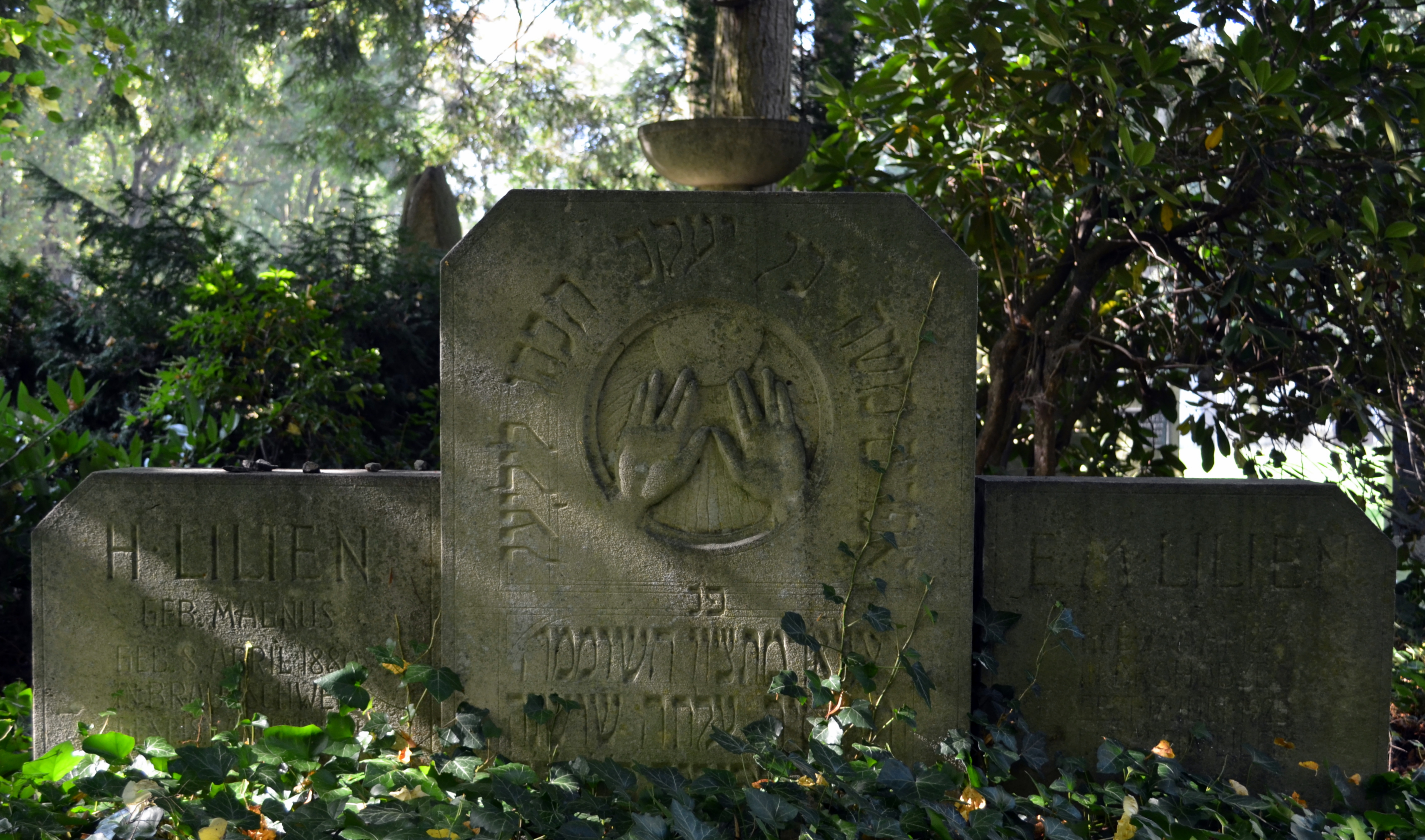
E. M. Lilien und Frau
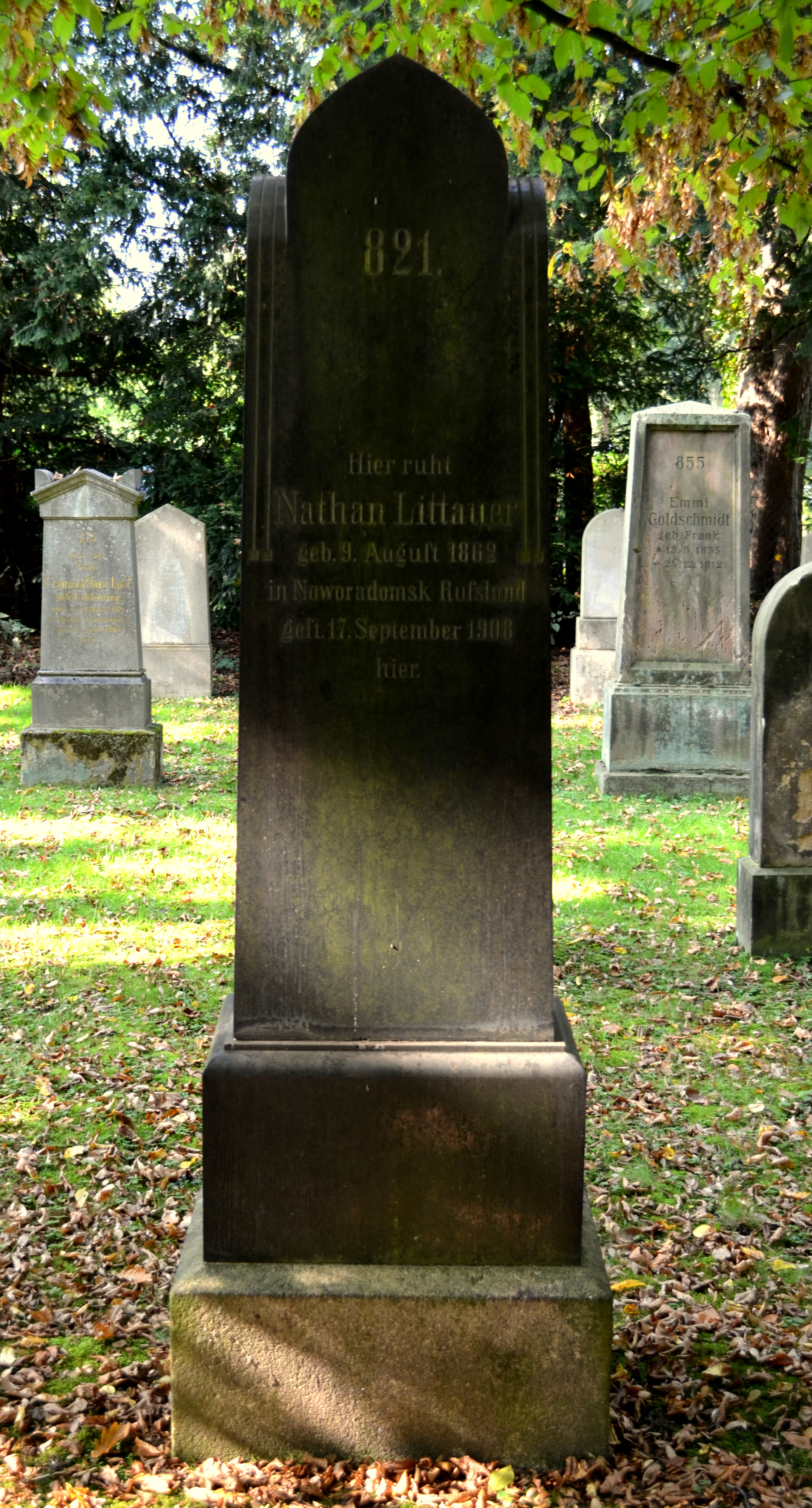
Nathan Littauer
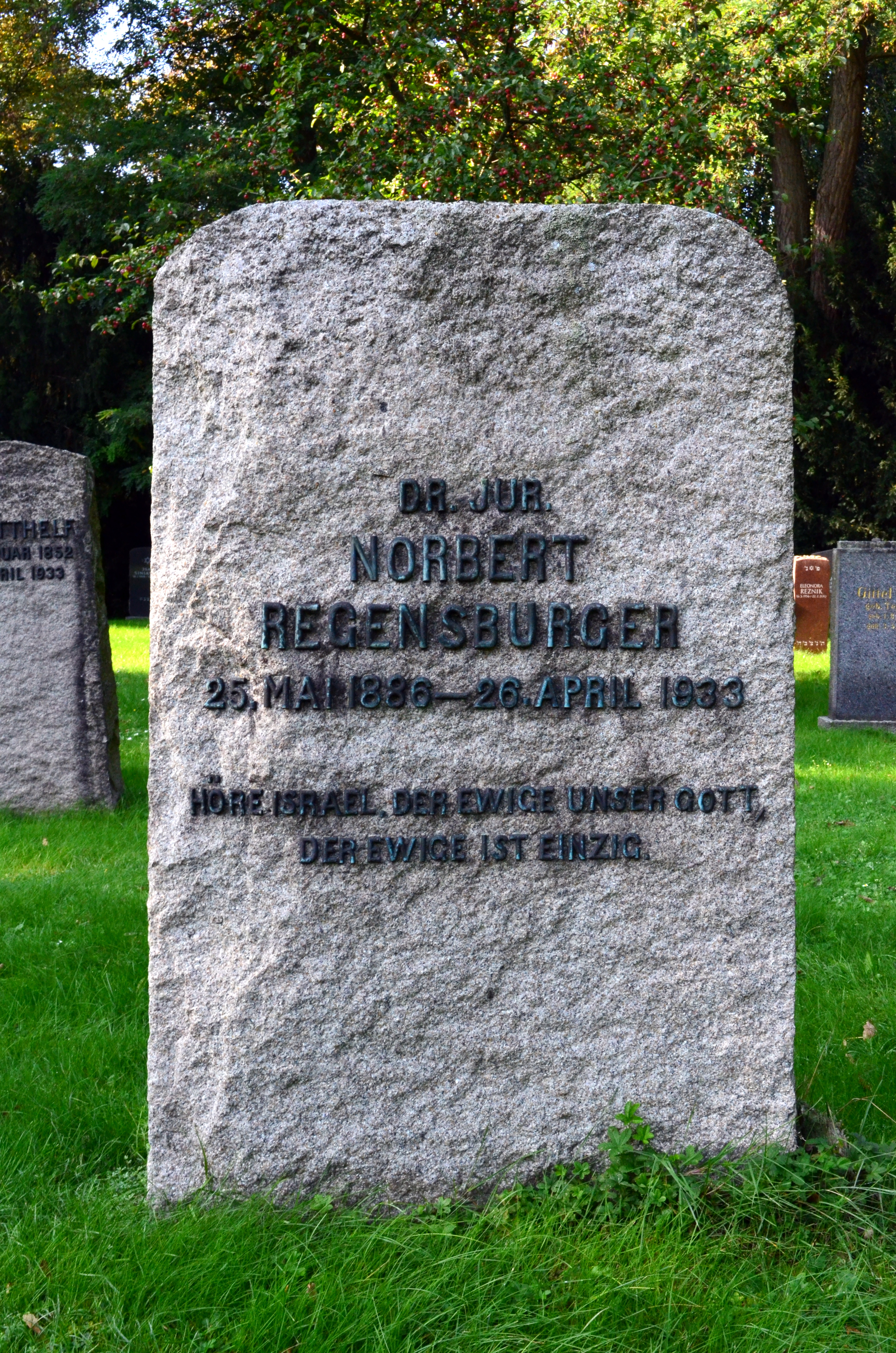
Norbert Regensburger
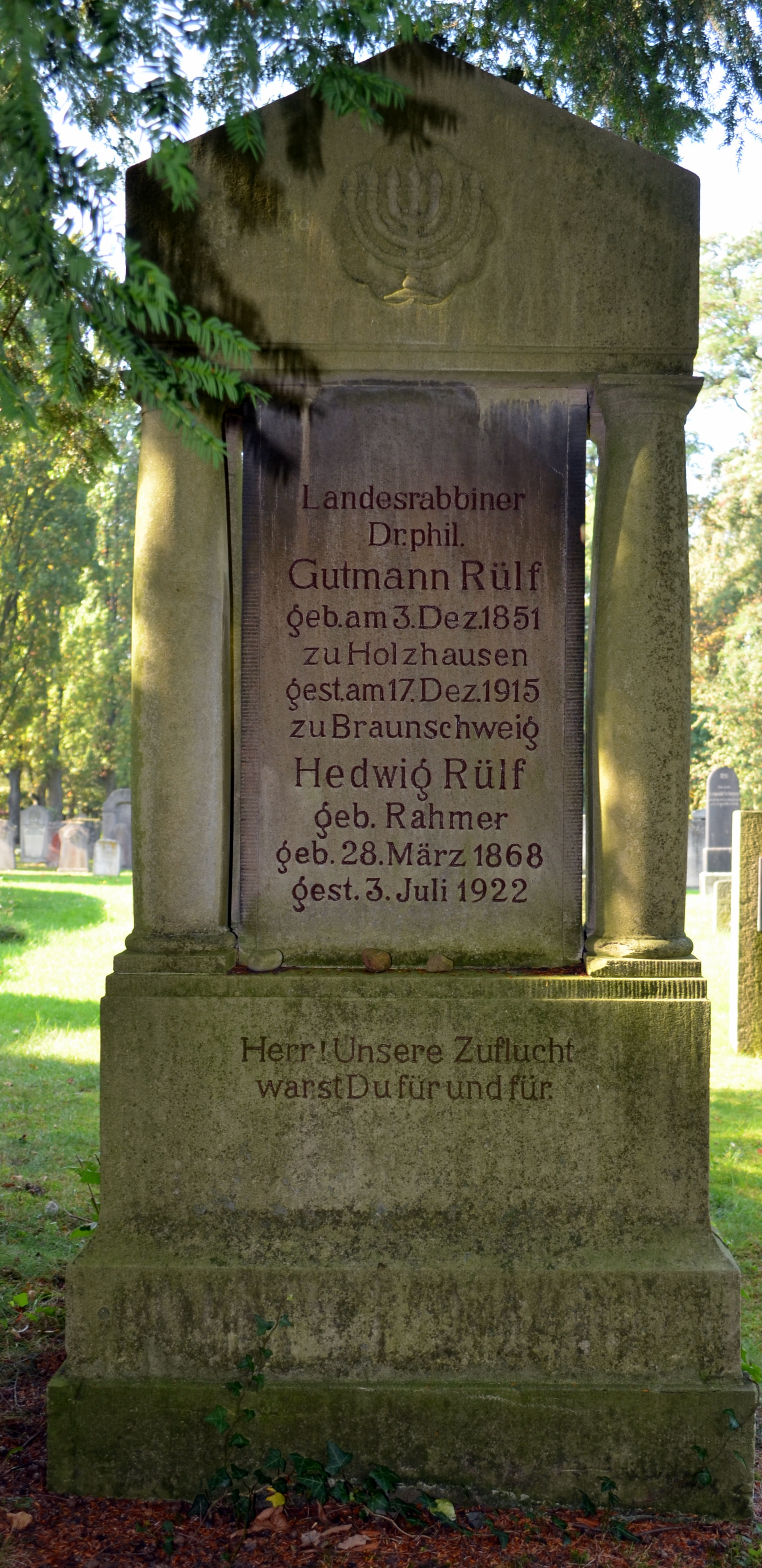
Gutmann Rülf und Frau
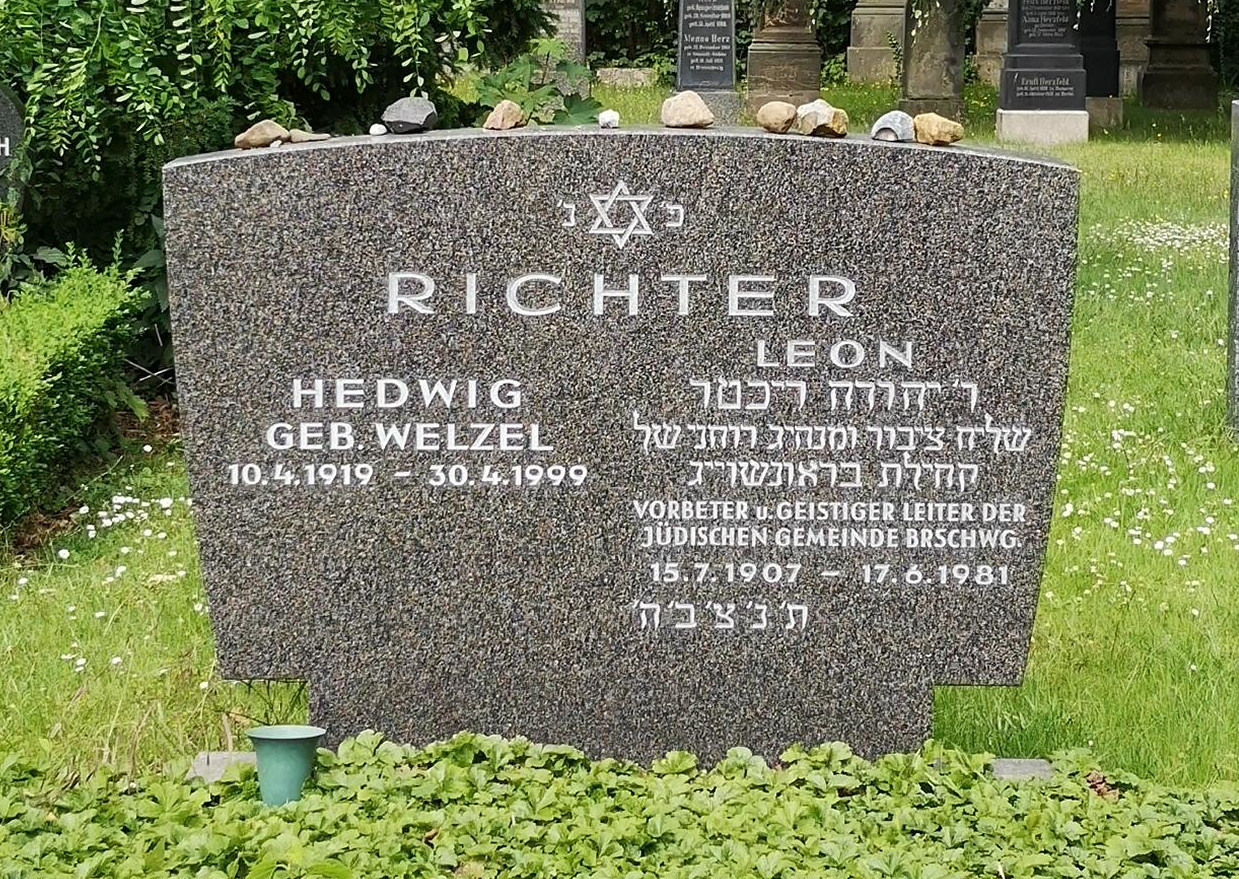
Leon Richter und Frau